# آی‌ان‌اس کارموک (پی۶۴)
آی‌ان‌اس کارموک (پی۶۴) (به انگلیسی: INS Karmuk (P64)) یک کشتی است که طول آن ۹۱٫۱ متر (۲۹۹ فوت) می‌باشد. این کشتی در سال ۲۰۰۱ ساخته شد.